# Christoph Post
Christoph Heinrich Post (* 13. Juli 1965 in Meschede) ist ein deutscher Journalist, TV-Produzent und Medienunternehmer. Gemeinsam mit Jörg A. Hoppe und Marcus O. Rosenmüller gründete er 1991 in Hamburg die Film- und TV-Produktions GmbH Me, Myself & Eye (MME) und 2010 die DEF Media GmbH. 1993 war er Mitgründer des Musikkanals VIVA Media, deren Gesellschafter er bis 1994 war.

## Werdegang
Christoph Post studierte nach dem Abitur 1984 an der OSB Ordensschule der Benediktiner in Meschede Publizistik und Musikwissenschaften in Münster. Nach ersten journalistischen Tätigkeiten, u. a. für die Westfalenpost  und dem Fachblatt Musikmagazin, arbeitete er als freier TV-Realisator für das WDR-Landesstudio Münster, bevor er 1988 bei der Deutschen Musicbox (später Tele 5) ein Volontariat absolvierte und für die Sendungen „P.O.P.“, „Made in Germany“ und „Yesterday“ verantwortlich war.
1991 gründete er gemeinsam mit  Hoppe und  Rosenmüller die Film- und TV-Produktions GmbH Me, Myself & Eye (MME), deren Geschäftsführer und Vorstand er von 1991 bis 2009 war. MME wurde 2000 in eine AG umgewandelt und im November 2000 am Neuen Markt der Frankfurter Börse öffentlich notiert. 1993 war er Mitgründer des deutschen Musiksenders VIVA, deren erster Programmdirektor er bis 1994 war. Von 1994 bis 1999 war er zudem Programmgeschäftsführer des Musikkanals VH-1 Deutschland, und in dieser Zeit auch teilweise Creative Director von MTV Central. 2009 gründete er in Berlin die DEF Media GmbH, zu der 2010  Jörg A. Hoppe dazustieß.
Während seiner Tätigkeiten als Senderverantwortlicher brachte er u. a. Heike Makatsch und Stefan Raab auf den Bildschirm. Des Weiteren produzierte er  TV-Formate, Shows, Dokusoaps, Dokumentationen und Magazine für die TV-Sender ARD (José Carreras Gala; Echo-Verleihung), arte (Tracks; Europas Erbe – die großen Dramatiker; musicplanet2nite), Discovery (Street Customs), HBO (Dezo Hoffmann – Der Fotograf der Beatles), KiKa (Fun Factory), MDR (Lieder einer Nacht), ORF (Blockstars – Sido macht Band), Premiere (U2 – A History), ProSieben (Sarah & Marc in Love; iTunes-Festival; Gülcans Traumhochzeit; Simply the best; Live Earth, Frank der Weddingplanner), RTL (Top of the Pops), RTL 2 (Bravo TV; The Dome; Loveparade; Big in America; The Pop Years), Sat.1 (Die beste Idee Deutschlands), VIVA (Are you hot?), Vox (Hast du Töne?), WDR (Echo Jazz), ZDF (Unsere Besten; Sunday Night Classics; x-base – der Computer Future Club).
Zudem entwickelte er über die Firma mme:cc Websites für den Spiegel, Tagesschau, TV Movie und MTV, Musikstreaming-Angebote (eyedoo.de und shownet.de), Web-Soaps (deer lucy und they call us candy girls) und leitete die online lead agentur der Expo 2000 in Hannover.
Christoph Post ist Vater dreier Kinder und lebt in Berlin.

## Auszeichnungen
- 1990 Goldene Croisette der MIDEM für die Beste Musiksendung International Pop
- 2002 Echo als Medienmann des Jahres (gemeinsam mit Jörg A. Hoppe)[2]